# Trasowanie (obróbka skrawaniem)

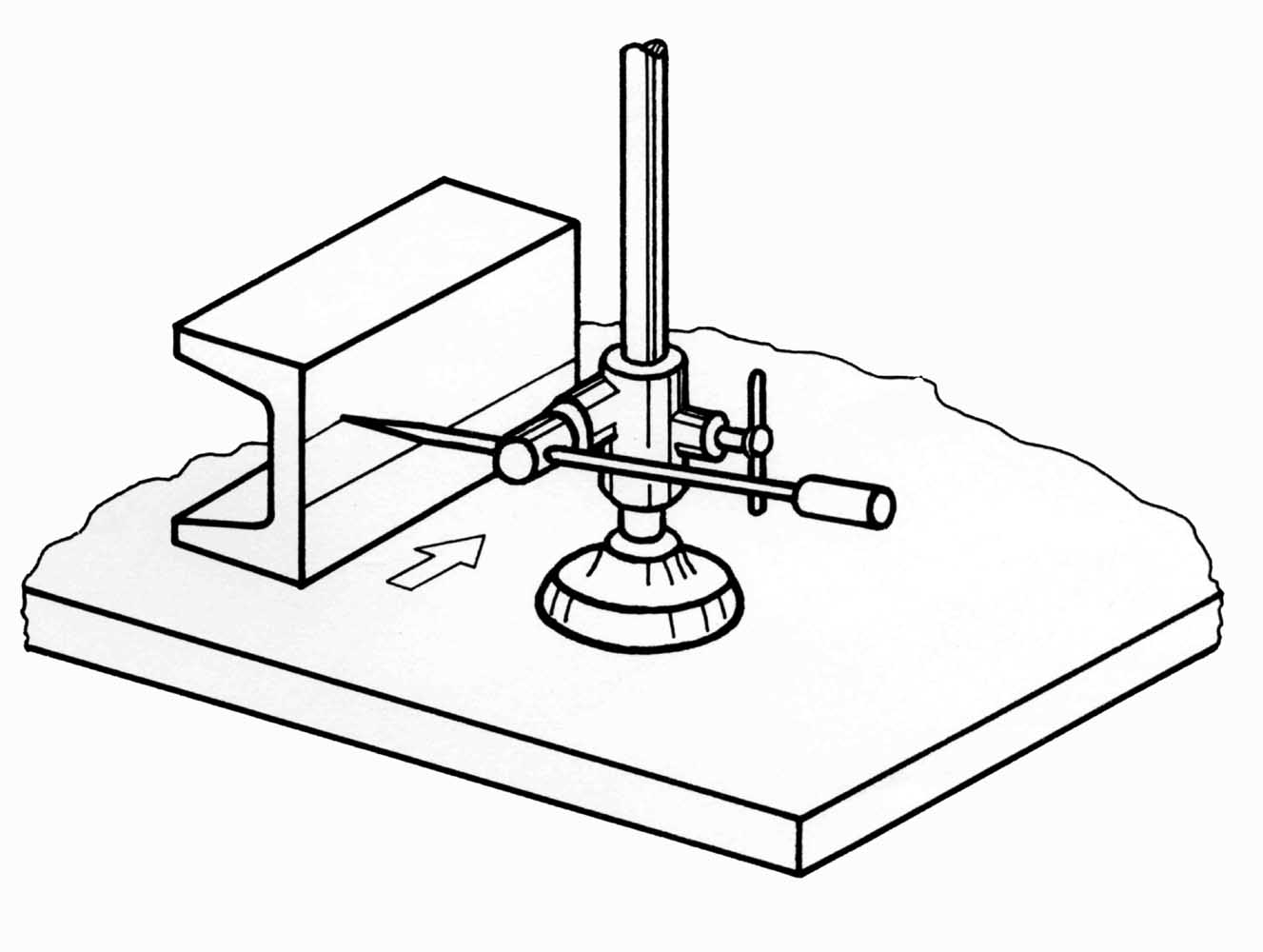
Trasowanie linii równoległych

Trasowanie – proces technologiczny stosowany najczęściej w obróbce materiałów, który polega na wyznaczeniu na danej powierzchni półwyrobu określonych linii, które następnie służą do wycinania określonego przedmiotu.
Rodzaje trasowania:
- trasowanie płaskie
- trasowanie przestrzenne

Narzędzia używane do trasowania:
- rysik traserski
- punktak
- wysokościomierz suwmiarkowy
- płyta traserska
- kątownik ślusarski
- kątomierz
- cyrkiel